# Мозякин, Андрей Сергеевич
Андрей Сергеевич Мозякин (род. 6 мая 2001, Ярославль) — российский хоккеист, нападающий.

## Биография
Родился в семье хоккеиста Сергея Мозякина и Юлии Мозякиной. У Андрея четыре сестры и два брата. Заниматься хоккеем начал в хоккейной школе в Москве.
За команду «Стальные лисы» провёл 4 сезона в МХЛ, сыграл 164 игры, забросил 11 шайб, сделал 23 результативные передачи, набрав суммарно 34 очка.
В КХЛ дебютировал 7 февраля 2021 года за «Металлург» из Магнитогорска, выйдя на одну смену вместе с отцом в игре против «Барыса».
В ноябре 2021 года принял решение завершить карьеру игрока в возрасте 20 лет, сыграв лишь один матч в КХЛ.

### Дебютный и последний матч в КХЛ
В регулярном сезоне КХЛ 2020/21 «Металлург» встречался дома с казахстанским «Барысом». Андрей Мозякин был заявлен на матч 13-м форвардом. Тренер «сталеваров» Илья Воробьёв выпустил Мозякина-старшего и Андрея уже на первых минутах матча в звене с Андреем Нестрашилом. Звено пробыло на льду 1 минуту и 3 секунды, не успев даже выбраться в атаку. Больше в этом матче, как и в сезоне в целом в официальных играх, Андрей на льду не появлялся. Сергей Мозякин в том матче сравнял счёт в третьем периоде. «Металлург» победил 3:2.